# 東南 (紐約州)
東南（英語：Southeast）是一個位於美國紐約州帕特南縣的鎮。

## 人口
根據2020年美國人口普查的數據，東南的面積為90.60平方千米，當中陸地面積為82.19平方千米，而水域面積為8.41平方千米。當地共有人口18058人，而人口密度為每平方千米199人。